# The X Factor (Australia)
The X Factor è la versione australiana del talent show britannico The X Factor.
La prima edizione, andata in onda nel 2005 su Network Ten, è stata presentata da Daniel MacPherson, mentre la giuria era composta da:
- Mark Holden (Gruppi vocali);
- Kate Ceberano (16-25);
- John Reid (25+).

Vincitore della serie è il gruppo dei Random, ma per i bassi ascolti non è stata organizzata una nuova edizione del programma.
Lo show è tornato però nel 2010 su Seven Network con Kyle Sandilands, Ronan Keating, Guy Sebastian e Natalie Imbruglia come giudici e con Luke Jacobz come presentatore. La seconda edizione ha visto vincente Altiyan Childs, della squadra 25+.
Nella terza edizione (2011), Mel B e Natalie Bassingthwaighte sostituiscono Natalie Imbruglia e Kyle Sandilands.
Nella quinta edizione (2013), Redfoo e Dannii Minogue sostituiscono rispettivamente Guy Sebastian, impegnato a promuovere la sua musica negli Stati Uniti, e Mel B, nuovo giudice della ottava edizione di America's Got Talent.
Dall'ottava edizione vengono riaccorpate le categorie dei ragazzi e delle ragazze e viene introdotta la categoria "Underdogs" (gli sfavoriti) nella quale la giudice Mel B sceglie 3 dei cantanti scartati dagli altri giudici nelle loro categorie.

## Riassunto delle stagioni
Legenda:

     16-25 (prima stagione) / Ragazzi 16-25/ 16-22 (ottava stagione)

     Ragazze 16-25

     25+

     Gruppi

     Underdogs (Sfavoriti)
| Stagione | Inizio            | Fine             | Vincitore        | Secondo classificato | Terzo classificato | Giudice vincitore | Presentatore      | Giudici                                                       |
| -------- | ----------------- | ---------------- | ---------------- | -------------------- | ------------------ | ----------------- | ----------------- | ------------------------------------------------------------- |
| Prima    | 6 febbraio 2005   | 15 maggio 2005   | Random           | Russell Gooley       | Vincent Harder     | Mark Holden       | Daniel MacPherson | Mark Holden Kate Ceberano John Reid                           |
| Seconda  | 30 agosto 2010    | 22 novembre 2010 | Altiyan Childs   | Sally Chatfield      | Andrew Lawson      | Ronan Keating     | Luke Jacobz       | Kyle Sandilands Ronan Keating Natalie Imbruglia Guy Sebastian |
| Terza    | 29 agosto 2011    | 22 novembre 2011 | Reece Mastin     | Andrew Wishart       | Johnny Ruffo       | Guy Sebastian     | Luke Jacobz       | Guy Sebastian Ronan Keating Natalie Bassingthwaighte Mel B    |
| Quarta   | 20 agosto 2012    | 20 novembre 2012 | Samantha Jade    | Jason Owen           | The Collective     | Guy Sebastian     | Luke Jacobz       | Guy Sebastian Ronan Keating Natalie Bassingthwaighte Mel B    |
| Quinta   | 29 luglio 2013    | 28 ottobre 2013  | Dami Im          | Taylor Henderson     | Jai Waetford       | Dannii Minogue    | Luke Jacobz       | Redfoo Ronan Keating Natalie Bassingthwaighte Dannii Minogue  |
| Sesta    | 13 luglio 2014    | 20 ottobre 2014  | Marlisa Punzalan | Dean Ray             | Brothers3          | Ronan Keating     | Luke Jacobz       | Redfoo Ronan Keating Natalie Bassingthwaighte Dannii Minogue  |
| Settima  | 13 settembre 2015 | 24 novembre 2015 | Cyrus Villanueva | Louise Adams         | Jess & Matt        | Chris Isaak       | Luke Jacobz       | Guy Sebastian Dannii Minogue James Blunt Chris Isaak          |
| Ottava   | 3 ottobre 2016    | 21 novembre 2016 | Isaiah Firebrace | Davie Woder          | Vlado              | Adam Lambert      | Jason Dundas      | Guy Sebastian Iggy Azalea Adam Lambert Mel B                  |

## Giudici e categorie
Giudice e categoria vincitori. Il vincitore è scritto in grassetto, i concorrenti eliminati in carattere piccolo.
| Stagione | Mark Holden                                          | Kate Ceberano                                           | John Reid                                               |                                                            |
| -------- | ---------------------------------------------------- | ------------------------------------------------------- | ------------------------------------------------------- | ---------------------------------------------------------- |
| Prima    | Gruppi Random Kaya The Brothership                   | 16-24 Vincent Harder Jacob Butler Gemma Purdy           | 25 + Russell Gooley Roslynn Mahe Janie Shrapnel         |                                                            |
| Stagione | Guy Sebastian                                        | Ronan Keating                                           | Natalie Imbruglia                                       | Kyle Sandilands                                            |
| Seconda  | Gruppi Mahogany Luke & Joel Kharizma                 | Over 25s Altiyan Childs Amanda Grafanakis James McNally | Ragazze Sally Chatfield Hayley Teal India-Rose Madderom | Ragazzi Andrew Lawson Mitchell Smith Chris Doe             |
| Stagione | Guy Sebastian                                        | Ronan Keating                                           | Natalie Bassingthwaighte                                | Mel B                                                      |
| Terza    | Ragazzi Reece Mastin Johnny Ruffo Declan Sykes       | Gruppi Three Wishez Young Man's Society Audio Vixen     | 25+ Andrew Wishart Mitchell Callaway Cleo Howman        | Ragazze Christina Parie Jacqui Newland Tyla Bertolli       |
| Quarta   | 25+ Samantha Jade Nathaniel Willemse Justin Standley | Gruppi The Collective Fourtunate What About Tonight     | Ragazze Bella Ferraro Shiane Hawke Angel Tupai          | Ragazzi Jason Owen Carmelo Munzone Josh Brookes Adil Memon |
| Stagione | Redfoo                                               | Ronan Keating                                           | Natalie Bassingthwaighte                                | Dannii Minogue                                             |
| Quinta   | Ragazze Jiordan Tolli Joelle Ellie Lovegrove         | Ragazzi Taylor Henderson Jai Waetford Omar Dean         | Gruppi Third D3gree JTR Adira Belle                     | 24+ Dami Im Barry Southgate Cat Vas                        |
| Sesta    | 25+ Reigan Derry Jason Heerah Rochelle Pitt          | Ragazze Marlisa Punzalan Caitlyn Shadbolt Sydnee Carter | Ragazzi Dean Ray Tee Adrien Nookadu                     | Gruppi Brothers3 XOX Younger Than Yesterday Trill          |
| Stagione | James Blunt                                          | Chris Isaak                                             | Guy Sebastian                                           | Dannii Minogue                                             |
| Settima  | 25+ Louise Adams Natalie Conway Dan Hamill           | Ragazzi Cyrus Villanueva Big T Jimmy Davis              | Gruppi Jess & Matt In Stereo The Fisher Boys            | Ragazze Mahalia Simpson Michaela Baranov Georgia Denton    |
| Stagione | Adam Lambert                                         | Iggy Azalea                                             | Guy Sebastian                                           | Mel B                                                      |
| Ottava   | 16-22 Isaiah Firebrace Amalia Foy Natalie Ong        | Gruppi Brentwood AYA Time and Place                     | 22+ Davey Woder Chynna Taylor Timmy Knowles             | Underdogs Vlado Beatz Maddison Milewski                    |